# 南港中出入口
南港中出入口（なんこうなかでいりぐち）は、大阪府大阪市住之江区の阪神高速道路4号湾岸線の出入口。神戸・大阪市内（天保山）方面のみ出入口のあるハーフICである。りんくう（泉佐野）方面に向かう場合は南港南出入口（南港南料金所）を利用する。南港北 - 三宝間開通時には未供用であったが、1999年に追加設置された。

## 道路
- 阪神高速4号湾岸線(4-24)

## 料金所

### 南港中料金所
- ブース数：2
  - ETC専用：1
  - ETC/一般：1

## 周辺
- 大阪南港トラックターミナル
- 大阪南港フェリーターミナル・フェリーターミナル駅
- かもめフェリーターミナル

## 隣
阪神高速4号湾岸線
(4-02)南港北出入口 - 南港JCT - (4-24)南港中出入口 - (4-03)南港南出入口

## 備考
阪神高速5号湾岸線から合流して南港中出口に向かう場合、車線変更が可能となってから出口まで約500mの間に、右車線から中央車線を超えて左車線へ移る必要があるので注意が必要。